# Margaret Peverel
Pour les articles homonymes, voir Peverel.
Margaret Peverel, comtesse de Derby, née vers 1114 dans le Nottinghamshire en Angleterre et morte en 1154, est une noble anglaise qui vivait au château de Tutbury dans le Staffordshire.

## Biographie
Margaret est la fille de William Peverel le Jeune du château de Peveril dans le Derbyshire,,.
Selon le Burke's Dormant, Abeyant, Forfeited and Extinct Peerages, elle épouse Robert de Ferrers, 2e comte de Derby et devient ainsi comtesse de Derby. Elle est la mère de William de Ferrers, 3e comte de Derby et de William De Ferrers, seigneur d'Eggington et d'une fille, Petronella. 
Elle meurt en 1154 et est enterrée à l'abbaye de Merevale.